# Claire Underwood
Claire Hale Underwood è un personaggio della serie televisiva House of Cards - Gli intrighi del potere, moglie del protagonista Frank Underwood, interpretata da Robin Wright.

## Descrizione
Fredda e calcolatrice, algida e determinata, Claire è la moglie che ogni politico vorrebbe avere al suo fianco: fa poche domande ed è sempre pronta a dare il suo appoggio. Assieme al fido Doug Stamper, costituisce tutto il mondo intimo e familiare di Frank Underwood. Quando lo ha sposato, Claire si è fatta promettere che entrambi avrebbero portato avanti le rispettive carriere a scapito di una più tranquilla vita familiare. Nonostante l'apparente sintonia e simbiosi con cui lei e il marito Frank portano avanti il loro progetto di vita, durante la serie i suoi affari si scontrano in più di un'occasione con le questioni politiche del consorte. Da alcune puntate si può dedurre che Claire ha la passione per gli origami giapponesi.

## Storia del personaggio

### Prima stagione
Nella prima stagione Claire dirige la Clean Water Initiative, abbreviata in CWI, una società non-profit nel settore dell'Ecosostenibilità. Dopo che il neoeletto presidente Garret A. Walker tradisce Francis nella promessa di farlo Segretario di Stato, sulla quale gli Underwood avevano puntato tutto, si lascia coinvolgere nelle aspirazioni di vendetta del marito. Non essendo più, Frank, nominato Segretario, Claire non ha più quegli appoggi e fondi su cui doveva contare per il suo progetto, e allora decide di procedere a una completa ristrutturazione della CWI licenziando quasi tutti i dipendenti, compresa l'assistente e amica Evelyn. Fatto questo, ha mani libere per agire indisturbata, e assume come suo nuovo braccio destro Gillian Cole, una brillante giovane donna asiatica che si è dedicata ad assistere i poveri in giro per il mondo.
Claire tollera a malincuore la relazione di Francis con Zoe Barnes (Kate Mara), sapendo che può essere utile ai loro affari. Durante il lavoro la donna ritrova Adam Galloway, un fotografo freelance di New York con cui da giovane aveva avuto una storia importante, salvo poi decidere di sposare la sicurezza economica di Frank: Claire rifiuta le avance di Adam, anche se lo sente spesso telefonicamente e intrattiene diverse conversazioni con lui. A un certo punto la donna sente Francis sempre più distante da lei e gli rema contro: arriva al punto di sabotare una legge che il marito aveva bisogno passasse per la campagna elettorale di Peter Russo, una legge che sarebbe andata contro gli interessi del lobbista (ed ex-pupillo di Frank) Remy Danton (Mahershala Ali), dal quale lei spera, dunque, un aiuto per i suoi piani. Da tutto ciò nasce un diverbio e Claire abbandona il tetto coniugale, trasferendosi a New York da Adam: la convivenza dura però pochi giorni, poiché la donna si rende conto che il suo vero amore è Francis.
Rientrata a Washington, Claire riprende la sua attività e fornisce a Francis tutto l'appoggio necessario per i suoi piani. Questo la porterà a un duro scontro con Gillian, essendo Claire apertamente in combutta con Danton e i lobbisti del gas naturale della Sam Corp. La donna licenzia Gillian, ma quest'ultima le fa causa e minaccia di chiamare in tribunale tutte le persone che Claire ha mandato via prima di assumere lei. Lungamente tormentata dal non aver mai voluto un figlio, Claire si rivolge a un centro medico per chiedere un consulto circa la possibilità di sottoporsi all'inseminazione artificiale, anche se in séguito deciderà di non portare avanti il progetto. Resta dubbio se si sia rivolta a un ginecologo per un interesse personale sincero o semplicemente per scoprire di quale medicinale fa uso Gillian, in modo da poterla ricattare.
Nonostante le difficoltà l'unione fa la forza e, con l'aiuto di Claire, Frank vuole indurre il Vicepresidente Jim Matthews a farsi da parte dopo la morte di Russo (ucciso da Underwood facendolo passare per suicidio) per concorrere in Pennsylvania al posto del giovane, così che il Presidente nomini proprio lui come successore. Intanto Zoe Barnes, con gli ex colleghi Lucas Goodwin e Janine Skorsky, insospettiti dalla strana morte di Russo, decide d'indagare sul deputato, contro il parere del loro capo Tom Hammerschmidt che non ritiene vi sia alcuno scoop da trovare, mentre Raymond Tusk, miliardario amico di Walker, si mette in mezzo ai piani di Frank: vuole aiutarlo a diventare Vicepresidente ma solo affinché Underwood gli sia debitore, per poter manovrare lui e il Presidente.
Frank riesce a capovolgere la situazione e a manipolare Tusk, il quale convince Walker a nominare Underwood suo Vice.
Adesso Francis J. Underwood è il 49º Vicepresidente degli Stati Uniti d'America, e Claire diviene la 39^ Second Lady.

### Seconda stagione
Nel corso dei mesi, Claire aiuta il marito ad affrontare sfide con ambiziosi uomini d'affari, contro il governo cinese e il Congresso stesso, continuando a perseguire le loro aspirazioni politiche di coppia. La trama ruota intorno alle battaglie contro Tusk, che cerca di mantenere la sua posizione come braccio destro "nell'ombra" di Walker, e contro il lobbista Remy Danton, che ora è alle dipendenze di Tusk.
All'inizio del suo mandato, Underwood sta cercando di cancellare tutti i collegamenti con la morte di Russo gettando sotto a un treno Barnes, e facendo arrestare il suo amante Lucas Goodwin per cyberterrorismo. Skorsky, terrorizzata, si tira indietro.
Un altro compito iniziale di Underwood è provvedere alla propria sostituzione come Chief Whip sostenendo Jacqueline "Jackie" Sharp (Molly Parker), amante di Remy Danton.
Verso ottobre, Underwood deve fronteggiare le accuse del procuratore generale Heather Dunbar (Elizabeth Marvel) in merito a flussi di "denaro sporco" dalla Cina per sostenere il Partito Democratico e Walker. Frank non è implicato in ciò, è innocente, così come ne è ignaro e innocente lo stesso Walker: il vero e unico colpevole è Tusk, amico del Presidente. Frank però vi vede un'opportunità sia per sbarazzarsi di Tusk sia per orchestrare la caduta di Walker, pur sostenendolo pubblicamente. Così, il 30, Walker, distrutto mediaticamente, si dimette permettendo a Frank di succedergli come 46º Presidente degli Stati Uniti d'America, e a Claire di divenire la 55^ First Lady.

### Terza stagione
La stagione inizia con Frank alla presidenza ma, appena sei mesi dopo l'inizio del suo mandato, è impopolare tra i cittadini e il Congresso sta bloccando i suoi tentativi di avanzare proposte legislative. Egli ha intenzione di lasciare come eredità un'importante riforma del lavoro chiamata America Works ma la leadership democratica del Congresso si rifiuta di sostenerlo comunicandogli il mancato sostegno alle prossime elezioni del 2016. Frank ha scelto il mito e remissivo Donald Blythe come 50º Vicepresidente, mentre Claire, seppur sia la 55^ First Lady della storia USA, è frustrata per la mancanza di vero potere, e perché ogni sua conquista deve dipendere dal marito. A fatica, convince Frank a nominarla Ambasciatore degli Stati Uniti alle Nazioni Unite, ma lui, che era già scettico, a malincuore dovrà revocare la sua nomina dopo che lei fa una gaffe durante un'udienza del Senato e dopo che, facendosi ingannare dal presidente russo Viktor Petrov, commette un errore di valutazione. Inoltre, il suicidio di un attivista per i diritti LGBT in cella in Russia, proprio mentre Claire era lì con lui in séguito a una visita presidenziale nel Paese di Petrov, spinge la donna a mettere in discussione tutto ciò che lei e il marito stanno facendo in nome del potere. "Ho sbagliato a farti presidente" sibila Claire a Frank, rivelando che lei crede d'essere l'artefice del potere del marito e che non sopporta di non poterne usufruire per il bene che vorrebbe fare.
Frank intanto annuncia che non correrà per la rielezione ma ha già un piano: sa che, quando non riuscirà a ottenere un disegno di legge al Congresso, potrà usarlo come motivo per rimangiarsi la promessa di non ricandidarsi nel 2016. Il procuratore generale Heather Dunbar annuncia che correrà per la nomina presidenziale dando battaglia ad Underwood. Dopo un dibattito presidenziale in cui Frank umilia pubblicamente la Chief Whip, Jackie Sharp, quest'ultima si vendica sostenendo la campagna di Dunbar, che tuttavia perderà le primarie in Iowa contro il Presidente, che così è in vantaggio per divenire il candidato democratico alla corsa presidenziale del 2016.
Nel frattempo, il matrimonio degli Underwood sta vacillando. Claire comincia a mettere in discussione il suo amore verso il marito e il tutto sfocia in una drammatica lite nello Studio Ovale in cui l'uomo le dice che lei è niente senza di lui, portando la donna a lasciarlo, alla vigilia del voto in New Hampshire.

### Quarta stagione
Underwood si rende conto che ha bisogno di Claire per vincere e la convince a tornare con la promessa di sostenere la sua candidatura per un distretto congressuale in Texas, campagna per la quale la donna si affida alla stratega LeAnn Harvey (Neve Campbell). In realtà Frank sabota Claire, e tra i due coniugi inizia una serie di ripicche e vendette fino a quando la moglie fa la sua proposta: lei appoggerà la campagna di Frank ma solo alla condizione di correre con lui come 51º Vicepresidente. Frank respinge con rabbia l'idea.
Lucas Goodwin è uscito dal carcere ed è in cerca di vendetta per la morte di Barnes; durante un comizio pubblico spara a Frank colpendolo al fegato e uccidendo il capo dei servizi segreti Meechum, che tuttavia, prima di soccombere alle sue ferite, riesce a ferirlo mortalmente. Underwood viene ricoverato in ospedale per un intervento chirurgico immediato e cade in coma ma presto si scopre che ha bisogno di un trapianto di fegato. Stamper riesce a collocarlo in cima alla lista dei trapianti salvandogli la vita e, una volta ripresosi, Frank accetta di lasciare che Claire si candidi come suo Vicepresidente.
Dunbar ha abbandonato la corsa a causa della pubblica scoperta di un incontro che lei aveva avuto con Goodwin pochi giorni prima dell'attentato alla vita del Presidente. Gli Underwood vincono le primarie, e Claire, oltre che 55^ First Lady, ora è pure candidata ufficialmente come 51º Vicepresidente. Frank, affidandosi contro il parere di Doug all'appaltatore NSA Aidan Macallan (Damian Young), amico di LeAnn, consigliatogli proprio da lei, pianifica di utilizzare la NSA per ottenere illegalmente informazioni dagli elettori e per spiare il candidato repubblicano, Will Conway (Joel Kinnaman). Questo accade mentre Frank e Claire lottano insieme per una legge controversa sul controllo delle armi, al solo scopo di creare un'atmosfera abbastanza divisoria.
Quando un gruppo di americani, estremisti fedeli al gruppo terrorista Islamico Caliphate Organization (ICO), rapisce una famiglia di periferia, Underwood permette a Conway di negoziare con loro, ma rendendo involontariamente il suo avversario un eroe agli occhi dei cittadini. Poco dopo, inoltre, Underwood viene colpito da due crisi contemporaneamente: il leader di ICO ordina ai suoi seguaci di uccidere uno degli ostaggi, e il giornalista Tom Hammerschmidt, deciso a rendere giustizia a Barnes e Goodwin, espone i crimini di Underwood nel quotidiano Washington Herald. Di fronte al disonore e a un possibile impeachment, Claire suggerisce a Frank di dichiarare guerra all'ICO e consentire al pubblico di vedere l'ostaggio morire, al fine di distrarlo dallo scandalo creando un'atmosfera di timore diffuso che lui e la moglie possono sfruttare nelle settimane prima dell'elezione. Basta cercare di piacere agli americani: adesso si usi il terrore.
Nel finale di stagione, Frank si rivolge come di consueto agli spettatori ma, per la prima volta, anche Claire rompe la quarta parete, guardando al pubblico assieme al marito ma rimanendo in silenzio, mentre lui dice: "noi non subiamo il terrore. Noi creiamo il terrore".

### Quinta stagione
Nei giorni antecedenti alle elezioni, Underwood spinge il Congresso a dichiarare formalmente guerra all'ICO e ordina alla CIA di uccidere uno dei terroristi e far sembrare che sia morto durante la cattura. Underwood è ancora in svantaggio nei sondaggi e la notte delle elezioni sembra perdere contro Conway ma, con l'aiuto di Stamper e della stratega della campagna LeAnn Harvey, ordina all'appaltatore NSA Aidan Macallan di organizzare un attacco informatico in diversi seggi elettorali. Frank utilizza anche il timore di un possibile attacco terroristico per pressare i governatori del Tennessee e l'Ohio per fermare la votazione. Il piano funziona e i due Stati si rifiutano di dichiarare un vincitore, trascinando così l'elezione irrisolta per diverse settimane.
La Presidenza Underwood viene dichiarata terminata ma, poiché le elezioni sono state sospese e né Frank né Conway hanno ricevuto abbastanza voti, Claire viene nominata "Presidente facente funzioni". Frank tenta di convincere il deputato dell'Arizona Alex Romero a votare a suo favore, ma, quando Frank si rifiuta di aiutarlo, Romero forma un comitato per metterlo sotto accusa.
Gli Underwood, assieme al responsabile della campagna di Conway, Mark Usher (Campbell Scott), scoprono come mettere fuori gioco il candidato repubblicano, grazie a una registrazione audio di Conway che inveisce verso un pilota e di un audio dove il suo compagno Ted Brockhart (Colm Feore) minaccia di uccidere Frank. Una volta che Usher comincia a lavorare per loro, vengono pubblicati i nastri che costano a Conway l'elezione. Underwood è ora Presidente eletto, ma il suo passato ancora una volta torna a perseguitarlo quando Hammerschmidt scrive una storia che lo collega alla morte di Zoe Barnes.
Claire intanto rompe altre due volte la quarta parte e in una di queste si rivolge per la prima volta da sola al pubblico, mostrando di acquisire sempre più consapevolezza di sé.
Quando il comitato di Romero intensifica la sua indagine, Underwood tenta di deviare l'attenzione del pubblico sulle truppe inviate in Siria col pretesto di prevenire un attacco terroristico. Ciò provoca la reazione del Segretario di Stato Durant che decide di testimoniare contro di lui; prima che lei possa farlo tuttavia, Frank la spinge giù da una rampa di scale, mandandola in coma. Dopo che l'ex Presidente Walker testimonia circa il ruolo di Underwood nel riciclaggio dei soldi cinesi che tre anni fa lo portò a dimettersi, Frank sbalordisce il comitato dichiarando che si dimetterà dalla presidenza. Claire è irata: non aveva idea di questa mossa e si sente una stupida, impreparata. Underwood le spiega che la sua rassegnazione è parte di un piano per garantire che essi possano controllare il Paese negli anni a venire: Claire dalla Casa Bianca e lui dal settore privato. Il fidato Stamper, che era stato convinto dagli Underwood a confessare di aver ucciso Barnes e Russo, era a conoscenza di questo piano. Claire, seppur riluttante, accetta il piano del marito: finalmente avrà lei in mano il potere e non dovrà elemosinarlo dal marito. In cambio promette di dare la grazia presidenziale a lui e Stamper. Frank, allora, ratifica le dimissioni: adesso lei è il 47º Presidente, e lui il 1° First Gentleman degli Stati Uniti d'America.
Tuttavia Claire non fa alcuna menzione di loro durante il suo primo discorso alla nazione. Infuriato, Frank, trasferitosi in albergo, la chiama diverse volte, ma ogni volta lei lo rifiuta facendogli pensare di essere stato abbandonato. Lui rompe la quarta parete e dice: "Se non mi perdona, la uccido". Nello stesso istante Claire si appropria dello Studio Ovale e, rivolgendosi allo spettatore, parlandogli per la seconda volta: "è il mio turno".

### Sesta stagione
Si scoprono molte cose: sono passati 100 giorni da quando Claire ha assunto la presidenza, Frank è morto in circostanze non del tutto chiarite, dopo che una notte si è presentato furioso alla Casa Bianca urlando alla donna di rispettare il piano.
La presidenza è dura, per Claire Underwood: non è amata, né il fatto che sia vedova la aiuta nei sondaggi. Mark Usher le sta accanto come 52º Vicepresidente, ma tra i due non scatta il feeling, anzi.
Da subito si viene a sapere che Frank era in affari coi fratelli Bill e Annette Shepherd, due ereditieri miliardari coi quali gli Underwood erano amici da molti anni. Ai due Frank aveva promesso una legge sul petrolio con la quale gli Underwood avrebbero assunto il controllo sia della Casa Bianca che del settore privato, come lui progettava da mesi: è una promessa che Claire non intende mantenere, né vuole accettare altri compromessi fatti dal defunto marito, e ciò le costerà l'inimicizia dei potenti fratelli, di cui il Vicepresidente Usher è segreto alleato, oltre che amante di Annette.
La Presidente nasconde un segreto: è incinta della figlia di Frank, concepita col suo sperma congelato dopo la sua morte.
Frattanto, Hammerschmidt e Skorsky continuano a indagare sull'ex presidente, così come troll virtuali (forse manovrati da Petrov) fanno trapelare su internet i suoi crimini: Claire è costretta a smarcarsi dall'indifendibile marito. Inoltre si scopre che Frank teneva, da cinque anni, un diario audio, sul quale registrava con la propria voce tutte le sue imprese criminali, secondo la sua personale filosofia di vita: Doug comincia a far trapelare stralci di questo diario per ricattare Claire e impedirle d'infangare la memoria dell'ex presidente, ma ottiene l'effetto opposto.
La Presidente, per divincolarsi dall'indifendibile coniuge defunto, deve tenere una posizione di condanna e distacco, tanto da rinunciare al cognome Underwood e presentarsi agli occhi del mondo come Presidente Hale.
Alla fine Doug le rivela che è stato proprio lui, il fedele braccio destro di Frank, che ha preso la decisione di assassinarlo, una notte in cui l'ex presidente ha mostrato l'intenzione di uccidere la moglie alla Casa Bianca. Il fedele Stamper non poteva permettere che colui al quale aveva dato tutto, colui col quale aveva progettato meticolosamente una carriera politica, diventasse l'assassino più famoso d'America e del mondo, e ha deciso di ucciderlo per proteggere il nome e l'eredità di Francis J. Underwood. Schiacciato dal peso di quello che ha fatto, l'uomo minaccia Claire con un tagliacarte per pentirsene subito e scusarsi, ma la donna glielo strappa dalle mani e lo pugnala uccidendolo, consolandolo negli ultimi istanti di vita, provando compassione per l'uomo che, esattamente come lei, per anni era stato vittima succube e manipolata di un sociopatico assetato di potere.